# دان ماتي
دان ماتي (بالرومانية: Dan Matei)‏ (25 يونيو 1981 - ) هو لاعب كرة قدم روماني في مركز الدفاع. لعب مع أونيريا أورزيتشيني وجامعة كلوج ونادي تارغو موريش ويو تي أي أراد وCSM Câmpia Turzii ‏ وCS Sănătatea Servicii Publice Cluj ‏ وغلوريا بيستريتسا ‏ وFC Internațional Curtea de Argeș ‏.

## وصلات خارجية
- دان ماتي على موقع قاعدة بيانات كرة القدم.إي يو (الإنجليزية)
- دان ماتي على موقع Soccerway.com (الإنجليزية)